# Peulstuk

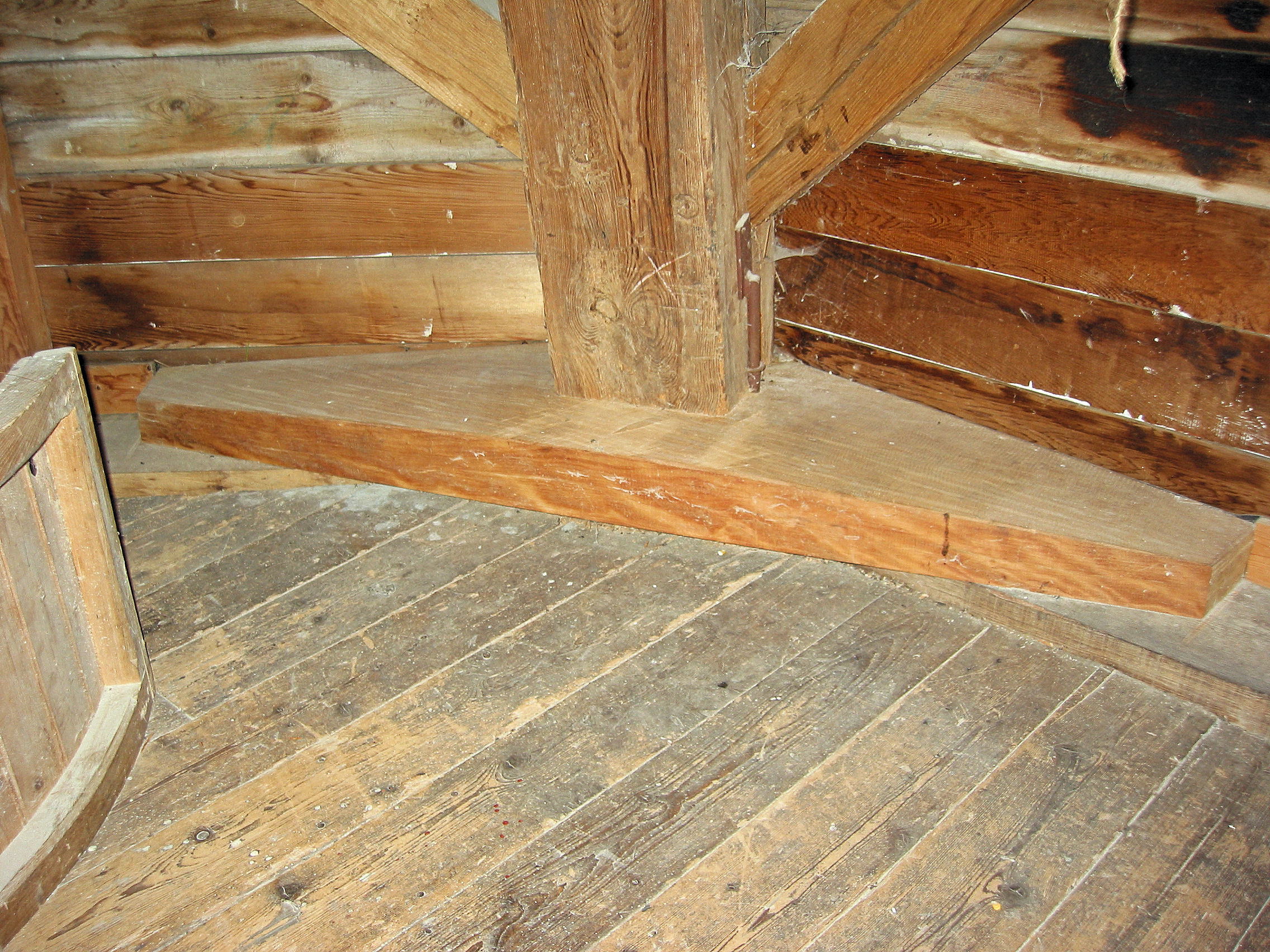
Bilinga peulstuk onder grenen achtkantstijl van de Walderveense molen

Een peulstuk of peluwhout is een horizontaal, houten opvulstuk (slof) tussen gemetselde fundering en gebintstijl of onderslagbalk en is meestal van eikenhout. Een peulstuk wordt (soms) ook toegepast om verzakkingen te verhelpen.
Een windpeluw wordt ook wel windpeul, windpeuling of windpulm genoemd en is de balk waarop de hals van de bovenas ligt. De windpeluw ligt op de voeghouten. Deze uitdrukking komt in de bouwkunde niet voor, wel in de molenbouw.